# Dufur
Dufur è una città degli Stati Uniti d'America situata nell'Oregon, nella Contea di Wasco.